# Shérif, fais-moi peur 2
Shérif, fais-moi peur 2 (connu aux États-Unis sous le nom The Dukes of Hazzard 2: Daisy Dukes It Out) est un jeu vidéo de course basé sur la série télévisée éponyme.